# بورلی دی آنجلو
بورلی دی آنجلو (به انگلیسی: Beverly D'Angelo) (زاده ۱۵ نوامبر ۱۹۵۱) بازیگر و خوانندهٔ آمریکایی است. از فیلم‌های مشهور وی می‌توان به چشم در برابر چشم، تاریخ مجهول آمریکا، ارتفاعات آرام، تعطیلات، تعطیلات نشنال لمپون، خانه خوب، ایلومیناتا، دختر معدنچی زغال‌سنگ و ارواح والا اشاره کرد.